# Mustela putorius putorius
Mustela putorius putorius (turón) es una subespecie de  mamíferos carnívoros  de la familia Mustelidae subfamilia Mustelinae.

## Distribución geográfica
Se encuentra en Europa.